# Amina Edris
Amina Edris est une soprano, née au Caire, en Égypte et élevée en Nouvelle-Zélande où elle s'est produit à ses débuts. Elle chante désormais sur de nombreuses scènes d'opéra et de concert dans le monde entier. Son répertoire est essentiellement lyrique.

## Biographie

### Formation et débuts
C'est en Nouvelle Zélande qu'Amina Edris a connu le ténor Pene Pati, son compagnon depuis 2011, « Nous nous sommes rencontrés à Christchurch en Nouvelle-Zélande. J’y ai grandi et Pene a grandi à Auckland (...) Nous avons été sélectionnés pour un programme de jeunes artistes pendant une semaine. Nous nous sommes donc rencontrés à cette occasion. ». En 2016 elle rejoint le Merola Program, pour la formation des jeunes artistes puis le Adler Fellowship, résidence pour jeunes artistes, de l’Opéra de San Francisco, ce qui lui permet d'aborder ses premiers rôles sur scène, comme Norina dans Don Pasquale puis Frasquita dans Carmen, la Comtesse Ceprano dans Rigoletto, Annina dans La Traviata. Elle y travaille également les grands rôles de soprano lyrique, en particulier dans le répertoire français tels que le rôle-titre de Manon, Leila dans Les Pêcheurs de perles, Juliette de Roméo et Juliette et Musetta de La Bohème.

### Carrière
Amina Edris se fait d'abord connaître à l'Opéra de San Francisco avant d'arriver en Europe et notamment en France, pays à propos duquel elle déclare : « Je ressens un lien très fort avec la France et les opéras français. J'ai fait mes débuts européens ici en France, à Bordeaux, avec l'Opéra national de Bordeaux, et j'en garde les plus beaux souvenirs ». Elle y interprète le rôle-titre du Manon de Massenet en 2019, dans une mise en scène d'Olivier Py, sous la direction de Marc Minkowski. « Manon fait partie de moi depuis que j’étudie le chant », déclare-t-elle dans un entretien accordé à Forum Opéra en mars 2020, alors qu'elle fait ses débuts dans ce même rôle à l'Opéra de Paris, dans une mise en scène de Vincent Huguet, où elle est saluée par la critique comme une « révélation ».
En décembre 2019, sous la direction de Leonardo García Alarcón, dans une nouvelle mise en scène de Lydia Steier elle chante Fatime dans les Indes Galantes au Grand Théâtre de Genève.
En septembre 2021, elle chante Alice dans  la version concert enregistrée de l'opéra Robert le Diable, premier succès du compositeur Giacomo Meyerbeer, à l'auditorium de Bordeaux sous la direction de Marc Minkowski, aux côtés de John Osborn, Nicolas Courjal et Erin Morley. Une version de référence sort en livre-CD sous le label Palazetto Bru Zane en octobre 2022, ouvrage salué par la critique « Robert le Diable : une version du tonnerre ».
Elle aborde également Micaela dans Carmen à l'Opéra de Strasbourg, où sont soulignés « un timbre plutôt corsé, à sa puissante projection et à sa remarquable homogénéité des registres » puis Violetta dans La traviata à l'Opéra de Limoges en février 2022 et  la Folie dans Platée à l’Opéra de Paris en juin.
L'été 2022, au Festival d'Aix-en-Provence, elle interprète le rôle d'Adalgisa, dans une version-concert, aux côtés de la Norma de Karine Deshayes et du Pollione de Michael Spyres.
En septembre 2022, elle est Cléopâtre dans la création mondiale d'Antony and Cleopatra de John Adams à l'Opéra de San Francisco.
Début 2023, elle est Ariane dans l'opéra éponyme de Jules Massenet au Prinzregententheater de Munich, sous la direction de Laurent Campellone, pour un enregistrement du Palazzetto Bru Zane.
Amina Edris s'est produit également dans le Requiem de Fauré, la Symphonie no 4 de Mahler, des concerts de gala à l'Opéra de Limoges et à la Compagnie d'opéra canadienne, la Symphonie no 4 de Mahler, le Requiem de Mozart au Théâtre des Champs Elysées ainsi que la série de récitals Schwabacher avec l'Opéra de San Francisco. Elle s'est également produite dans un récital à Prague en janvier 2023, avec son mari le ténor Samoan Pene Pati. Les deux artistes déclarent d'ailleurs aimer chanter ensemble et ils ont été réunis en avril 2023 dans Manon au Liceu de Barcelone, et le sont à nouveau pour la Bohème en Juin 2023 au théâtre des Champs Elysées,.

### Vie privée
Amina est mariée au chanteur ténor Pene Pati. Ils se produisent souvent sur scène ensemble, notamment dans L'elisir d'amore, Roméo et Juliette, Manon La Bohème et Frédégonde .

## Discographie et vidéographie
Robert le Diable - Giacomo Meyerbeer : avec John Osborn (Robert), Nicolas Courjal (Bertram), Amina Edris (Alice), Erin Morley (Isabelle), Nico Darmanin (Raimbaut), Joel Allison (Alberti, un prêtre), Paco Garcia (un héraut d'armes), Chœur de l'Opéra national de Bordeaux, Orchestre national Bordeaux Aquitaine, Marc Minkowski. Bru Zane (3 CD). Ø 2021. TT : 3 h 36'.